# 9K32便携式防空导弹

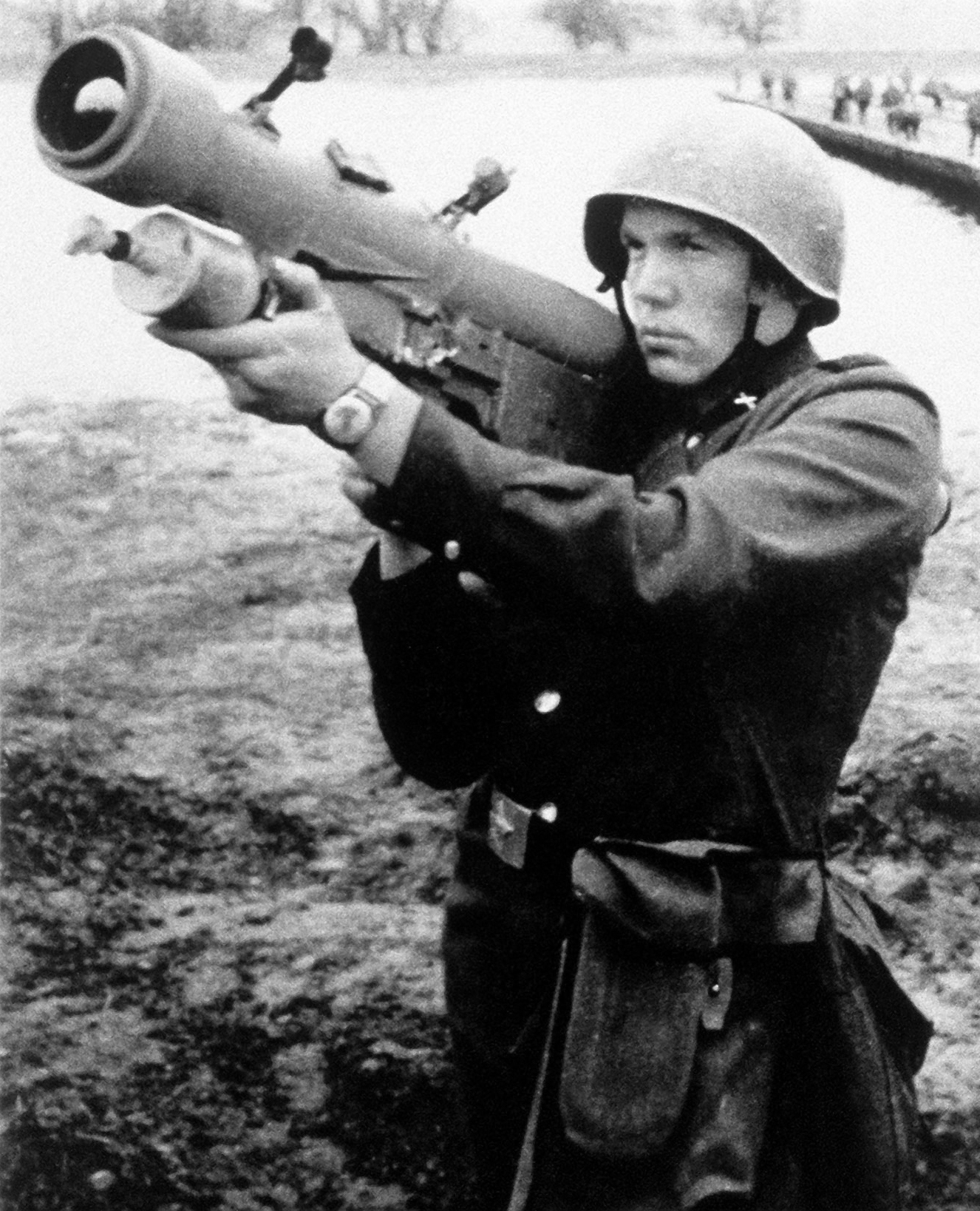
SA-7

9K32「箭-2」（俄語：Cтрела-2 (Strela-2)，北约命名SA-7「圣杯」Grail）是苏联第一代便携式肩射低空域地对空导弹，同级别的还有美军的FIM-43 “红眼”导弹。9K32配有高爆弹头与目视机械瞄准和红外被动寻的制导。1968年开始装备部队。虽然其射程、速度、作战高度有限，只能白天使用，但可迫使敌飞行员在9K32作战范围以外高飞，增加了敌飞行器被雷达探测以及被其它防空武器击落的机会。作为一种追尾攻击导弹，它的作战性能依赖于锁定敌低空飞行器热源的能力。

## 研發歷史
第二次世界大戰結束之際，蘇聯意識到戰略轟炸機與核子彈搭配之驚人效果，現有的防空火炮在這種大規模毀滅武器下有如兒戲，在得到納粹德國工程師與技術的加持下長程防空武器迅速的研製完成；如S-25、S-75飛彈，然而1950年代韓戰出現時挑戰了軍事將領的想定－全面性核戰並不一定實現，大規模傳統戰爭仍然有機會實施。而在一支以美國為首，強大且鋪天蓋地的西方空中武力威脅之下，不只有防禦戰略轟炸機需要防空飛彈，而是所有部隊都需要防空飛彈的保護。因此蘇聯斥資為戰術部隊打造全領域的飛彈防禦體系，1960年代時，該體系包括了：
- 方面军级：中高空防空，由9M8「圆形」（SA-4「加纳夫」）承担；
- 集团军级：中低空防空，由3M9「立方」（SA-6「利益」）承担；
- 师级：低空中短程防空，由9K33「黄蜂」（SA-8「壁虎」）承担；
- 团级：短程防空，由全天候雷达跟踪瞄准ZSU-23-4防空坦克、以及箭-1（SA-9「灯笼裤」）防空飛彈
- 营级：超短程防空，由單兵攜帶箭-2（SA-7「圣杯」）防空飛彈；原定方案是會攜帶“箭-1”与“箭-2”型。但由于“箭-2”被证实更为小巧轻便， “箭-1”的设计规范就转为更重型化一些，成为能与ZSU-23-4高炮系统相配套的高性能车载团级防空导弹系统。

1960年，托罗波夫OKB-134特种工程设计局研制（后转由科洛姆纳（Kolomna）设计局承担，此后苏联各型便携式防空导弹都由此设计局研制）箭-2型防空飛彈，蘇聯在開發過程時取得了美國FIM-43紅眼便攜式防空飛彈的所有資料，因此設計上有大量借鑒該型飛彈設計，但同時融合了蘇聯自己開發的成果。由於蘇聯在製造科技上始終無法突破微型化紅外線尋標器製造技術，因此在第一款投入的箭-2式時使用了比紅眼飛彈設計更簡略的紅外線尋標器設計。即使以較為簡略的設計解套，但箭-2型仍然要到1968年才正式服役，比原先預定要晚上5年。西方將本型飛彈定名為SA-7A、飛彈正式編號9K32、彈頭編號9M32。
改良方案
同前所述，9K32的設計使用的尋標器科技比西方國家首先運用的硫化鉛焦電型紅外線感測器還要原始，缺少冷卻單元，這意味者尋標器的搜索能力更加不可靠，容易遭到背景輻射或人為誘餌給欺瞞。同時，噴射機發散熱訊號最大的部位並非噴嘴，是噴嘴後方的尾焰；彈頭重量不足在尾焰段即引爆的飛彈往往難以給強度較高的噴射機目標致命一擊。因此9K32只生產了不多之後即停產，而且在1968年投入部隊之際便開始研發改良型，分別為9K32M（SA-7B）與改良幅度更大的方案：9K36箭-3式（SA-14）。

## 导弹技术細節與性能
9K32箭-2导弹，弹体型号9M32，发射筒型号9P54/9P54M，钳式底座发射机构型号9P53/9P58，热电池型号9B17（可持续工作40秒），移动式测试保养设备型号9V810M，训练模拟设备型号9F620/9F622/9F626。敌我识别器安装在发射者的头盔上。弹体前部有两片矩形可动控制翼，后部有四片倾斜矩形稳定翼。使用非制冷单元硫化铅红外探测器导引头，使得“箭-2”导弹只具有有限的后半球寻的能力，对红外欺骗与调制干扰没有防护。一具固体助推器与一部单室双推力固体火箭发动机，起飞工作时间0.5秒，续航工作时间2秒。
| 美国代号     | SA-7           |
| 北约代号     | Grail（圣杯）  |
| 苏联代号     | 箭STRELA-2     |
| 服役年代     | 1968年－现在   |
| 所属军种     | 陆军           |
| 装备数量     | >50,000        |
| 引导方式     | 红外线引导     |
| 导弹长度     | 1.42M          |
| 弹径         | 72毫米         |
| 发射筒直径   | 0.1米          |
| 稳定翼翼展   | 0.3米          |
| 战斗状态全重 | 14.5KG         |
| 导弹重量     | 9.15KG         |
| 弹头重量     | 1.17KG         |
| 有效射程     | 斜距800-3.6KM  |
| 有效射高     | 50—1，600M     |
| 飞行速度     | M = 1.5 430M/S |
| 目标最大速度 | 220M/S         |
| 射后自毁时间 | 14-17秒        |

## 战斗运用
“射後不理”，但由于是第一代红外寻的制导，飞行器可以利用太阳作为热源或在多山地区利用地面热源有效躲避箭-2导弹的攻击。"箭-2"导弹在许多国家被使用与生产。1970年代，苏联米-24武装直升机也安装了“箭-2”导弹用于打击敌空中目标。操纵者目视发现目标，可使用敌我识别器辨识哪一方的飞行器。启动寻的系统电路需要4-6秒钟，此后发动机点火需0.8秒。导弹飞行中绕其长轴旋转稳定（20rps）。采用尾追方式攻击高速飞机，采取迎头方式攻击直升机。弹头爆炸时的冲击波与预制碎片摧毁目标。发射具可重装填5次。
箭-2防空导弹以班为火力单位配属于苏联陆军分队、炮兵分队和地空导弹分队，主要用于掩护前沿部队，可以单兵携带随步兵推进，也可以装在越野车上伴随摩托化部队机动。箭-2 导弹可以采用立姿和跪姿两种状态进行射击。苏制箭-2曾参加过越南战争、第四次中东战争、福克蘭群島戰爭和海湾战争。
越南战争中，“箭-2”防空导弹秘密进入越南，对美军实施低空突击的F-105雷長、F-4幽靈II戰鬥機构成嚴重威胁。越军曾使用“箭-2”导弹在3个月时间内击落了24架美机、27架美直升机，命中概率为33%。
第四次中东战争中，埃及和叙利亚曾使用八联装自行式“箭-2M”防空导弹，造成以色列低空飞机和直升机大量損失，導致以色列空軍在开战一周内损失78架飞机。整个战争期间，损失的115架飞机只有5架是在空战中被击落。雖然給了阿拉伯軍隊極其有限的先發優勢，但這也使得美国、以色列均采取有效的红外欺骗以及红外干扰对抗措施，使得箭-2飛彈的弱點暴露無遺。
海灣戰爭時期，伊拉克雖然在最後徹底失敗，但是其所裝備的箭-2單兵防空飛彈仍舊對多國聯軍造成嚴重威脅。

## 型号发展历史
很快于1970年推出“箭-2”的小改型号「箭-2M」（美国代号SA-7B，导弹型号9M32M），这是最常见的生产型号。仍然使用非冷却红外导引头，但加装了滤光片以抑制外部干扰。改进了起飞发动机以增加射程与射高。斜距射程达到4.2 km，最大射高2300米，最大飞行速度500M/S（1.75马赫）.。
1974年一种更大的改型9K34「箭-3」（SA-14「小妖精」，导弹型号9M36）。
1997年科洛姆纳（Kolomna）设计局推出了“箭-2”的现代化改装，采用双制式红外寻的系统9E46M以及可以对抗各种红外干扰的更为复杂的制导系统。
9K32的海军舰载型号美国称其为SA-N-5。
中国的红缨-5 （「HN-5」）是通过逆向工程仿制的9K32M，1984年国庆阅兵上首次出现。
巴基斯坦1988年从中国引进HN-5A技术，生产了“安扎ANZA-1”便携式防空导弹。1989年－1997年生产了850枚以上。有效斜距射程1200-4200米，最小射高50米。由于“安扎-1”导弹比较便宜，巴基斯坦保留生产线用于向伊斯兰国家出口。1999年5月26日印巴在克什米尔卡吉尔（Kargil）冲突中，巴基斯坦使用“安扎-1”导弹击落了印度米格-21与米格-27军用飞机各一架。
埃及仿制的型号称为“鹰眼Ayn as Saqr”。
南斯拉夫仿制了“箭-2M”，称为“箭-2M2J 萨瓦Sava”。
俄罗斯的9K38「针」（SA-18「松鸡」）与9K38-M「针-1」（SA-16「手钻」）是“箭”系列便携式防空导弹的换代产品。

## 外部連結
- SA-7 Grail 9K32 Strela-2 Technical data sheet – specifications – pictures
- Training of Czech Air defence units – video